# Пантелей Янев
Пантелей (Пане) Янев е български учител и революционер, деец на Вътрешната македоно-одринска революционна организация.

## Биография
Роден е в щипското село Горни или в Долни Балван, тогава в Османската империя. В 1899 година завършва с четиринадесетия випуск Солунската българска мъжка гимназия. При избухването на Балканската война в 1912 година е доброволец в Македоно-одринското опълчение, в нестроева рота на 3-а солунска дружина. Преподава в Щип до 1919 година, а по-късно в други български села и градове. Същевременно се занимава с революционна дейност и е деец на ВМОРО.
Женен е за Евгения Иванова, също учителка и деятелка на ВМОРО.